# Consuelo Mayendía
Consuelo Mayendía (1888-1959) fue una cantante y actriz española.

## Biografía

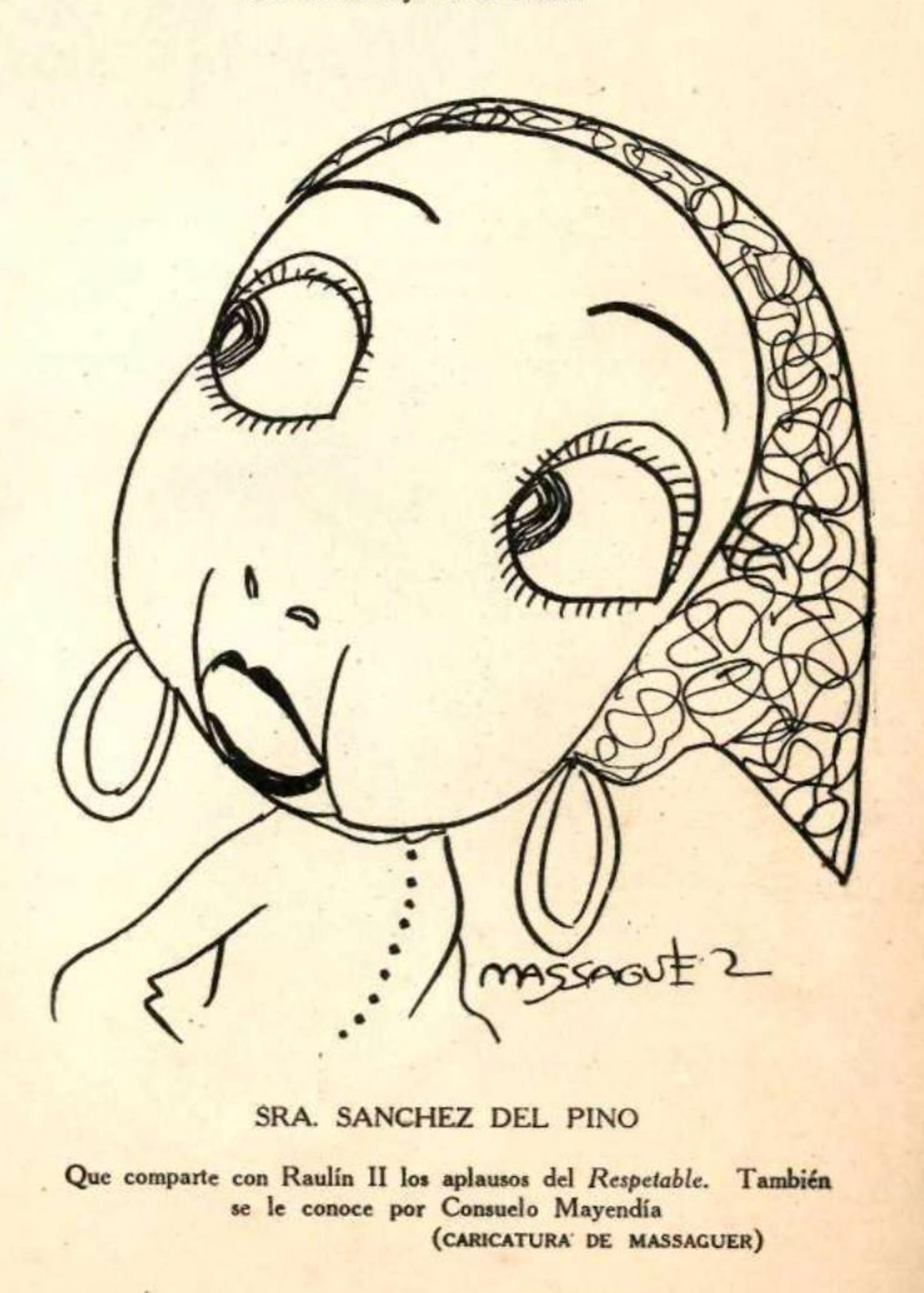
Caricaturizada por Massaguer (1917)

Desarrolló el grueso de su carrera en el primer cuarto del siglo XX y llegó a ser una de las grandes estrellas del Teatro Apolo. Dotada con voz de soprano, compatibilizó operetas y sainetes líricos, en muchos casos con libreto de Carlos Arniches compartiendo escenario con José Moncayo. Pueden, así, destacarse El trust de los tenorios (1910), El amo de la calle (1910), El amigo Melquíades (1914), Serafín el pinturero (1916).
De otros autores estrenó Diana la cazadora (1915), escrita por los hermanos Álvarez Quintero, con música de María Rodrigo.
Estuvo casada con el actor Cristóbal Sánchez del Pino.